# Björlandavägen
Björlandavägen är en cirka 8 kilometer lång väg på Hisingen i Göteborg. Vägen hette tidigare Nya Björlandavägen, men den bytte namn 1973. Den går genom stadsdelarna Björlanda, Kvillebäcken, Kärrdalen och Slätta Damm i Lundby och Torslanda.

## Sträckning
Från början var vägen landsväg till Björlanda kommun, men i takt med att tätortsbebyggelsen på Hisingen vuxit har den gamla sträckningen i öster gjorts om till Gamla Björlandavägen. Den nya sträckningen har förlagts strax norr om den gamla tillsammans med ett spårvägsreservat som tills vidare mest består av gräsmattor. Från Klare mosse och västerut går vägen ungefär som den alltid har gjort. Vid Östergärde industriområde korsar Björlandavägen Hisingsleden, i en stor trafikljusreglerad korsning med stark trafik.
Sista delen är vägen smalare, och en del olyckor med dödlig utgång har inträffat. 
Sträckan Hisingsleden-Kongahällavägen byggdes dock om 2010, då kurvorna rätades ut och en gång- och cykelväg byggdes. I samband med det revs gården Lund som låg mellan Björlandavägen och Osbäcken, och Osbäcken förlades i en ny fåra och städades upp, vilket gav en bättre utsikt över det lantliga landskapet.
Vägen slutar vid Skra bro, där den ansluter till Kongahällavägen mot Torslanda samt Säve-Rödbo-Kungälv. Vid rondellen finns även en busstation med bytesmöjligheter.